# 小石駅

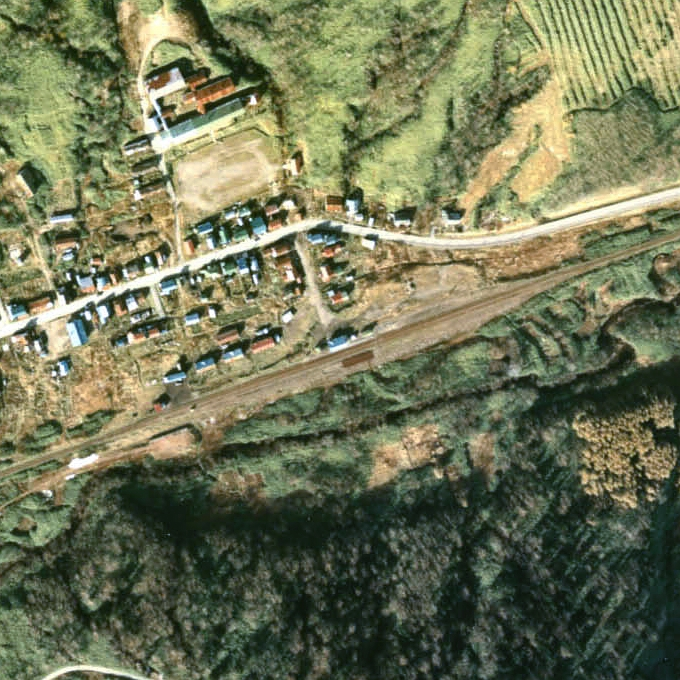
1977年の小石駅と周囲約500m範囲。左が南稚内方面。無人化後の姿で、駅舎ホーム側に棒線化され、相対ホーム側本線は浜頓別側の分岐が撤去されて引込み線になっていて、保線用のモーターカーらしき姿が見える。かつては相対式ホーム2面2線と副本線、駅舎横の浜頓別側に貨物ホームと引込み線をもっていた。貨物ホーム側のストックヤードに木材が積まれていた時期もある。周囲の山では戦後に本線を境に北側と南側の2つの炭坑が開かれ、北側には南稚内側から専用線が引かれていた。また南側にはホッパーが設置され、副本線から側線が伸びていた。1966年の両方の閉山によって、この駅は扱う貨物がほとんどなくなった。

小石駅（こいしえき）は、かつて北海道（宗谷支庁）宗谷郡猿払村字小石に設置されていた、北海道旅客鉄道（JR北海道）天北線の駅（廃駅）である。電報略号はココ。事務管理コードは▲121914。

## 歴史
- 1922年（大正11年）11月1日 - 鉄道省宗谷本線の鬼志別駅 - 稚内駅（現・南稚内駅）間延伸開通（宗谷本線全通）に伴い、開業[5][6]。一般駅[5]。
- 1930年（昭和5年）4月1日 - 音威子府駅 - 稚内駅間を宗谷本線から分割し路線名を北見線に改称、それに伴い同線の駅となる[7]。
- 1947年（昭和22年） - 北海道拓殖炭鉱専用線（後の藤田炭鉱宗谷鉱業所専用線）開業[8]。
- 1949年（昭和24年）6月1日 - 公共企業体である日本国有鉄道に移管。
- 1961年（昭和36年）4月1日 - 路線名を天北線に改称、それに伴い同線の駅となる[7]。
- 1967年（昭和42年）3月 - 藤田炭鉱宗谷鉱業所専用線廃止[8]。
- 1973年（昭和48年）9月17日 - 貨物・荷物の取り扱いを廃止[9]。同時に出札・改札業務と交換設備の運用を停止し、旅客業務については無人[10]（簡易委託）化。
  - このとき、曲淵駅 - 鬼志別駅間23.0kmが1区間の閉塞区間となってしまう状況を避けるため、また、当駅止まりの列車設定があるために閉塞扱いは継続され、運転要員は引き続き配置されていた。
- 1986年（昭和61年）11月1日 - 閉塞扱いを廃止し、完全無人化。
- 1987年（昭和62年）4月1日 - 国鉄分割民営化により、北海道旅客鉄道（JR北海道）の駅となる[1]。
- 1989年（平成元年）5月1日 - 天北線の全線廃止に伴い、廃駅となる[1]。

### 駅名の由来
「付近の浜に、『小石』の多いところがあった」ことからの命名とされている。

## 駅構造
廃止時点で、単式ホーム1面1線を有する地上駅であった。ホームは、線路の北側（南稚内方面に向かって右手側）に存在した。かつては相対式ホーム2面2線を有する、列車交換可能な交換駅であった。1983年（昭和58年）時点では、使われなくなった外側の1線は交換設備運用廃止後も、音威子府方の転轍機及び線路が途中まで撤去された行き止まりの側線として残っていた。
無人駅（簡易委託駅）となっており、有人駅時代の木造駅舎が残っていた。駅舎は構内の北側に位置し、ホーム中央部に接していた。

## 利用状況
乗車人員の推移は以下のとおり。年間の値のみ判明している年については、当該年度の日数で除した値を括弧書きで1日平均欄に示す。乗降人員のみが判明している場合は、1/2した値を括弧書きで記した。
| 年度               | 乗車人員 | 乗車人員 | 出典   | 備考 |
| 年度               | 年間     | 1日平均  | 出典   | 備考 |
| ------------------ | -------- | -------- | ------ | ---- |
| 1978年（昭和53年） |          | 34       | [ 12 ] |      |

## 駅周辺
かつては炭鉱で栄えた集落である。1983年（昭和58年）時点では、露天掘りの炭鉱がまだ細々と残っていた。
- 北海道道138号豊富猿払線
- 北海道道889号上猿払清浜線
- 小石簡易郵便局
- オホーツク海陸食品株式会社
- 鬼志別川[13]

## バス路線
かつて鉄道代替バスとして宗谷バスが運行する天北線が運行されていたが、2011年（平成23年）10月1日の経路変更により当駅付近は通過しなくなり、小石 - 曲淵間の公共交通は消滅した。現在は猿払村が鬼志別との間に代替デマンドバスを設定している。

## 駅跡

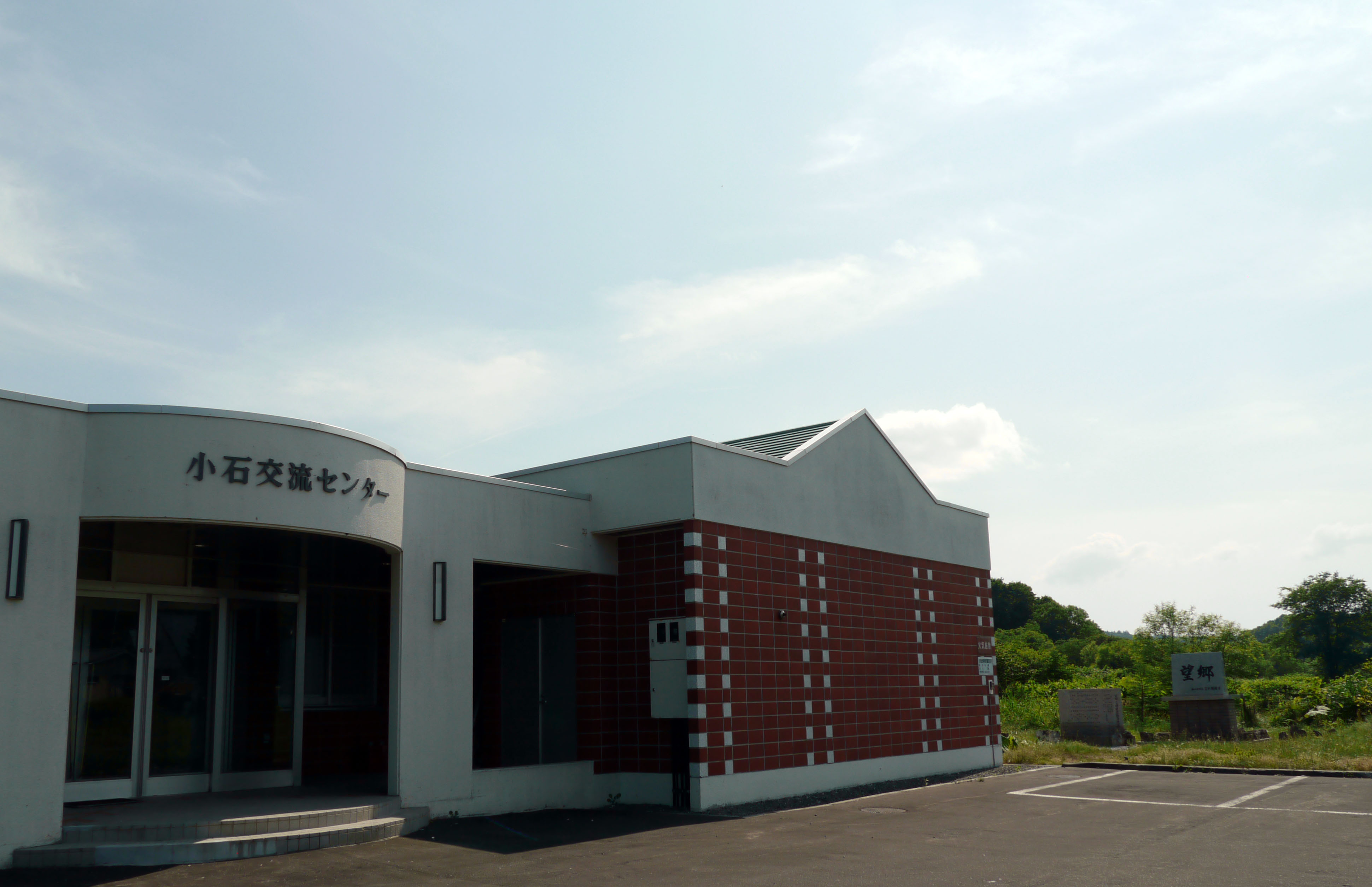
小石駅跡(2011年8月4日)

2001年（平成13年）時点では地元自治会により「望郷」と記載された石碑が建立されており、天北線の歴史についても記載されていた。そのほか、「小石駅」と記載された看板が石碑の隣に設置されていた。2010年（平成22年）時点では石碑は同様であった。また、2011年（平成23年）時点では駐車場となっている。そのほか、「小石交流センター」も建築されている。
また、駅名標の枠から取り外された駅名表示部分は、鬼志別駅跡に建築された「鬼志別バスターミナル」1階の天北線の資料展示室に保存・展示されている。
かつての「日本最長駅間」の山越えは、道道との並行区間においては2001年（平成13年）時点では路盤を確認できた。2010年（平成22年）時点でも同様であり、橋台なども確認できた。

## 隣の駅
当駅 - 曲淵駅間17.7kmは、青函トンネル開業により竜飛海底駅 - 吉岡海底駅間に破られるまで、途中に信号場を含まない日本に於ける駅間最長区間であった。
北海道旅客鉄道
天北線
鬼志別駅 - 小石駅 - 曲淵駅

## 藤田炭鉱宗谷鉱業所専用線
戦後の石炭増産政策による採炭開始に伴い北海道拓殖炭鉱により開業。1967年（昭和42年）の閉山に伴い廃線となった。
採炭地は小石市街地の北西に位置し、線路は緩やかな勾配が続いていた。

### 概要
- 路線
  - 区間 - 小石 - 鉱業所[8]
  - キロ程 - 1.0km[8]
- 使用車輌 - 
  - 初期 - 5500形5560号機（元・国鉄、後に日曹炭鉱天塩砿業所専用鉄道経由で入線）[8]、1100形1102号機[8]
  - 後期 - 8100形8104号機、8112号機（元・国鉄、後に定山渓鉄道経由で入線）[8]

### 歴史
- 1947年（昭和22年） - 北海道拓殖炭鉱により開業[8]。
- 時期不詳 - 藤田炭鉱宗谷鉱業所の専用線となる[8]。
- 1967年（昭和42年）3月 - 閉山に伴い廃止[8]。